# 苏万华
苏万华（1941年11月27日—），黑龙江佳木斯人，中国内燃机动力工程专家，工程院院士。

## 经历
1968年天津大学内燃机专业研究生毕业。
2011年当选中国工程院院士。